# Portiera incernierata posteriormente

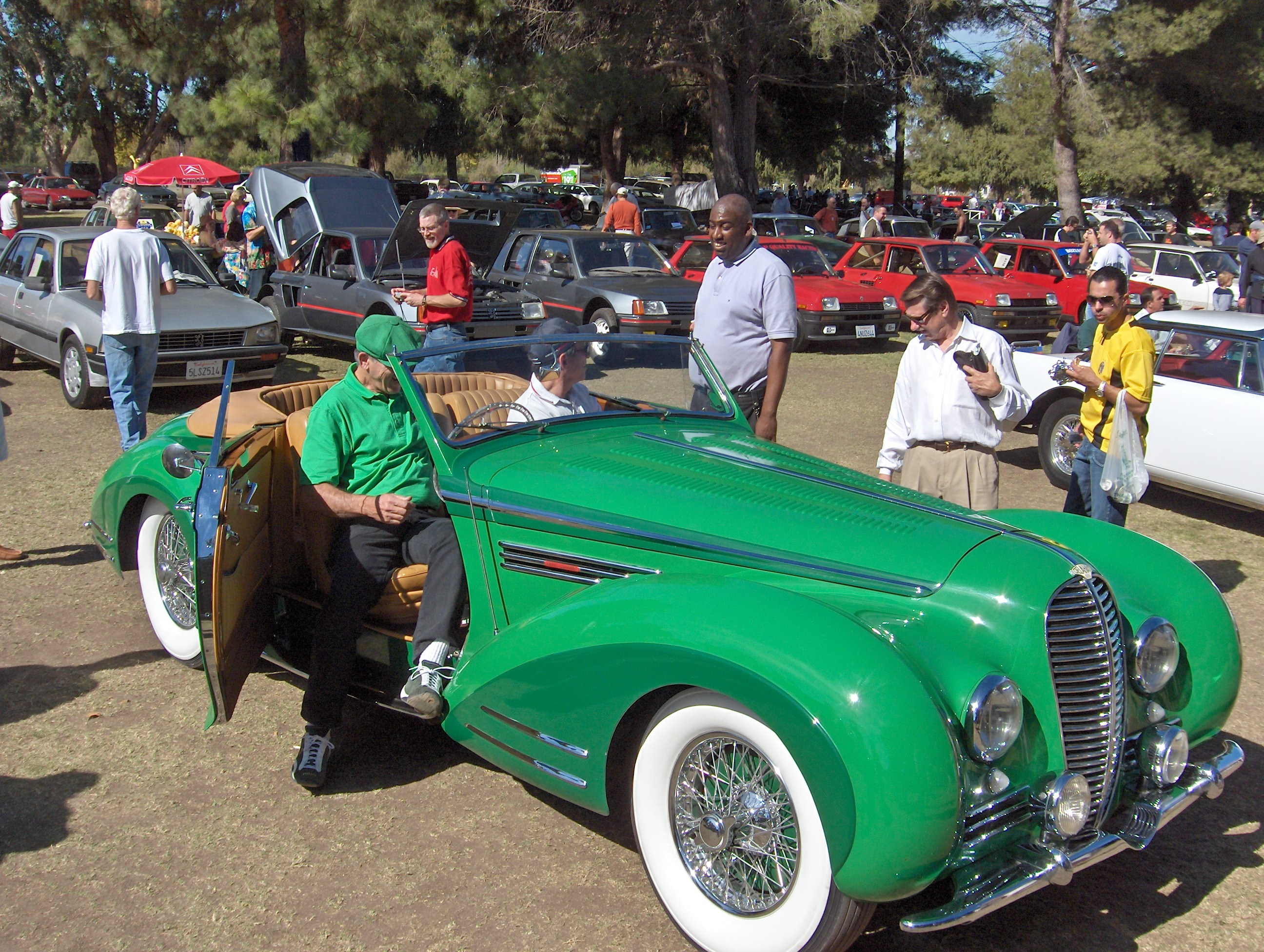
Portiere incernierate posteriormente su una Delahaye 135

Le portiere incernierate posteriormente, o porte a vento (in inglese suicide doors) o ancora portiere controvento, sono caratterizzate dall'essere fissate alla carrozzeria di un veicolo sul bordo posteriore del loro alloggiamento. Questi tipi di portiere sono raramente utilizzati sui veicoli moderni a causa dei loro svantaggi.

## Storia

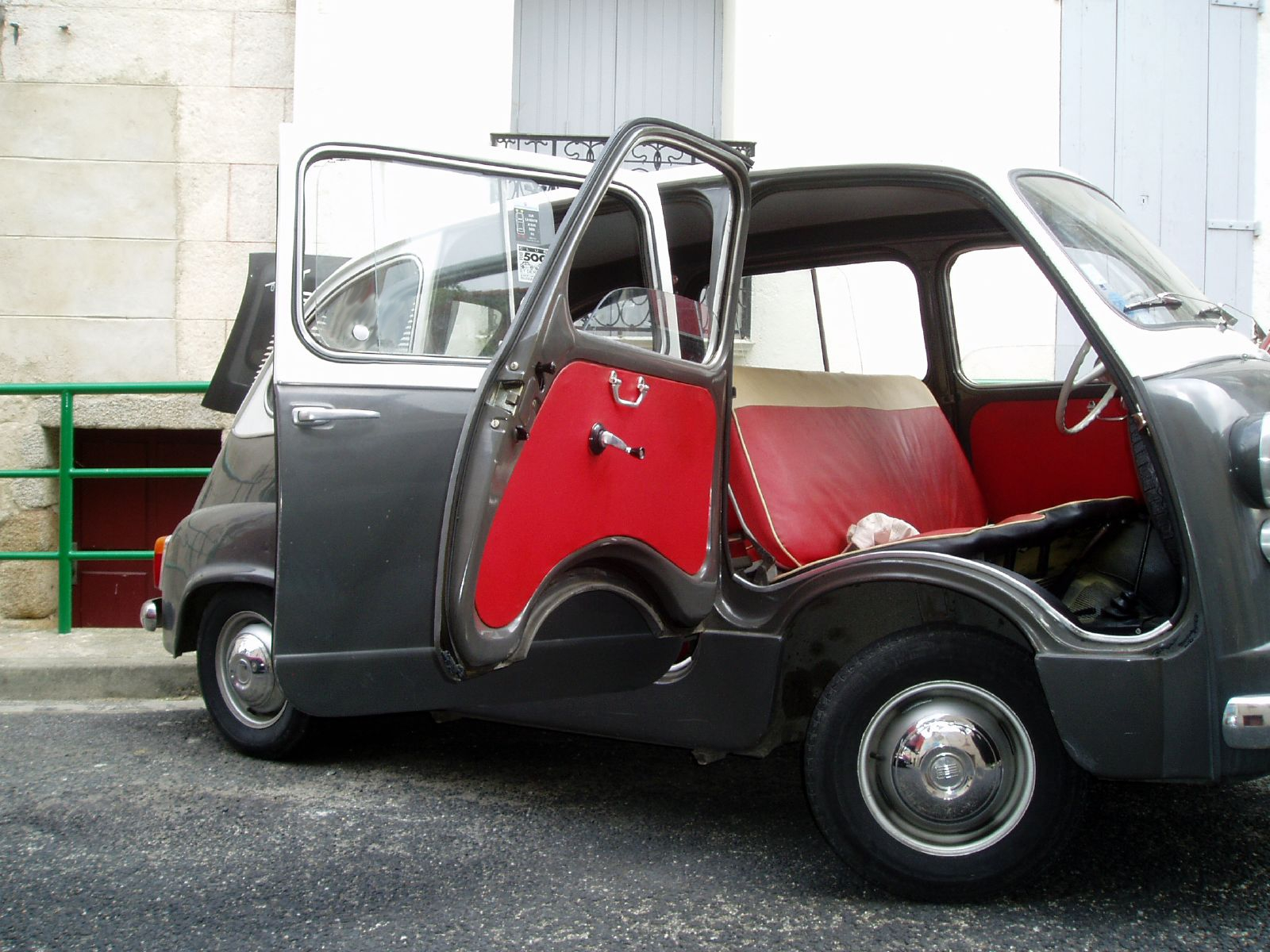
Una Fiat 600 Multipla, esempio di vettura su cui viene utilizzata la combinazione tra portiere convenzionali e portiere incernierate posteriormente

Le portiere incernierate posteriormente non erano rare nella prima metà del XX secolo, e divennero particolarmente popolari negli anni trenta. Questa tipologia di portiera, abbinata alle più convenzionali portiere ad incernieratura anteriore, fu abbinata per la prima volta dalla casa automobilistica italiana Lancia sulla sua Aprilia.
Dopo la seconda guerra mondiale la maggior parte delle vetture con questo tipo di portiere erano dei veicoli a quattro porte, dove le portiere incernierate posteriormente erano quelle posteriori. Gli esempi più conosciuti di vetture con portiere incernierate posteriormente sono la prima serie della Lincoln Continental berlina, che venne prodotta dal 1961 al 1969 e la Lincoln Continental quattro porte cabriolet, fabbricata dal 1961 al 1967. Un esemplare del primo modello menzionato passò alla storia perché fu l'auto su cui venne assassinato il Presidente degli Stati Uniti John Fitzgerald Kennedy.
Nel 1956 la FIAT introdusse la 600 Multipla, che era caratterizzata dall'avere le portiere anteriori incernierate posteriormente e quelle posteriori con apertura convenzionale. 

## L'uso nelle autovetture moderne
L'ultima vettura di massa statunitense ad aver installato le portiere posteriori incernierate posteriormente fu la prima generazione della Ford Thunderbird, che fu in vendita dal 1967 al 1971. Dopo tale data, infatti, questa tipologia di portiere venne vietata per questioni di sicurezza. Più recentemente, le portiere posteriori incernierate posteriormente comparvero sulle Saturn S-Series, Saturn Ion QuadCoupe, Honda Element, Toyota FJ Cruiser, e sulle Mazda RX-8. Nel 2003 apparvero sulla Rolls-Royce Phantom, e nel 2006 sulla Spyker D12. La Rolls-Royce Phantom Drophead Coupé fu un altro esempio di autovettura con queste caratteristiche, anche se le portiere incernierate posteriormente erano quelle anteriori.
Le portiere incernierate posteriormente erano anche comuni sui taxi britannici, i cosiddetti Hackney carriage. Dopo però la sostituzione dell'Austin FX4 con dei nuovi modelli, questi tipi di portiere vennero sostituite da porte convenzionali.
Le portiere posteriori incernierate posteriormente vennero previste su una concept car della Carbon Motors Corporation, che è un'azienda produttrice di automobili per le forze dell'ordine. Fu deciso di proporre un modello con queste caratteristiche perché la peculiare apertura di queste portiere potrebbe facilitare la salita dei malviventi sui sedili posteriori. Un'altra vettura con questo tipo di portiera è la concept car Kia Naimo, che è stata annunciata al salone dell'automobile di Seul nel 2011
In tempi più recenti, la seconda generazione della Opel Meriva ha montato le portiere posteriori incernierate posteriormente.

## Vantaggi

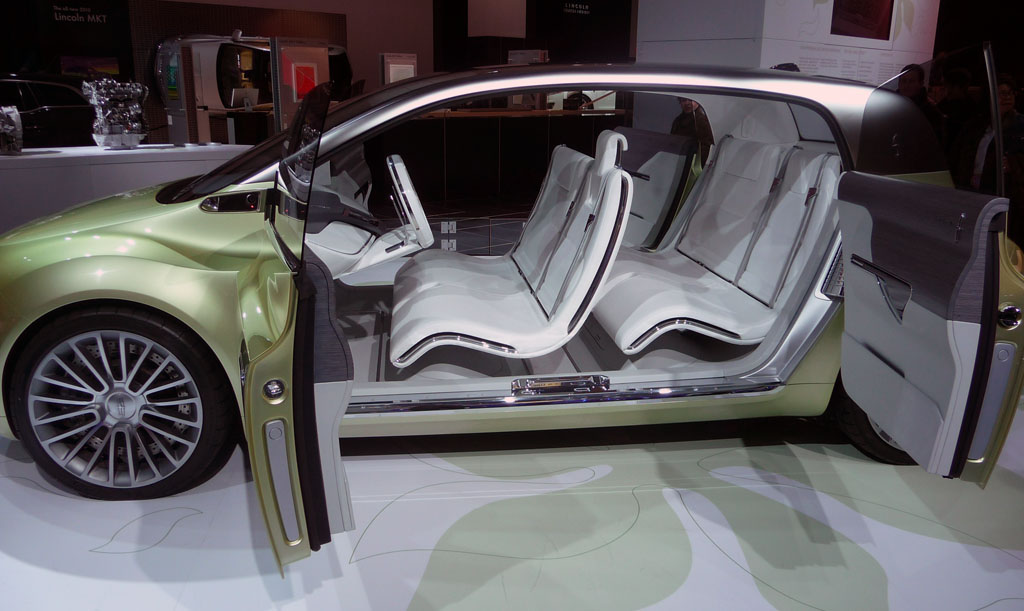
Una Lincoln C, concept car con portiere incernierate posteriormente; da notare la mancanza del montante centrale, che rende più agevole il trasbordo dei passeggeri

- Le portiere incernierate posteriormente rendono più agevole l'accesso e l'uscita dei passeggeri. L'occupante dell'autovettura compie infatti movimenti più naturali per salire, senza contorcimenti, mentre quando esce può agevolmente posare i piedi sul terreno.
- Questo tipo di portiere, sia anteriori che posteriori, consente al guidatore di aprire le porte posteriori per permettere la salita dei passeggeri, senza scendere dal veicolo. Questo vantaggio è molto importante, per esempio, per i tassisti.

## Svantaggi
- Le portiere posteriori montate convenzionalmente e le porte anteriori incernierate posteriormente rendono difficile la discesa dei passeggeri se aperte contemporaneamente, dato che sono montate entrambe sul montante centrale della vettura.
- Se il passeggero esce con le portiere incernierate posteriormente aperte ed il veicolo è in movimento in avanti, viene urtato dalle stesse[9].
- Se le portiere incernierate posteriormente non sono perfettamente chiuse ed il veicolo è in movimento, si possono aprire a causa dell'aria che fluisce intorno alla vettura. Alcuni test su una Subaru 360 hanno confermato questo comportamento[10].

## Alcuni modelli con portiere incernierate posteriormente
Esempi di vetture con portiere incernierate posteriormente includono modelli di Austin (Princess Limousine, FX4), Citroën (2CV, Traction Avant), Fiat (500, 600, 1100), Ford (F-150 SuperCab, Thunderbird), Lincoln (Continental, Cosmopolitan), Saab (92, 93, 95), Saturn (SC1, SC2, Ion), e Rover (P4).